# هری تیلور (بازیکن فوتبال، زاده ۱۸۸۹)
هری تیلور (انگلیسی: Harry Taylor؛ زاده ۱۸۹۲ – درگذشته ۱۹۶۰) بازیکن فوتبال در پست مهاجم اهل انگلستان بود.

## باشگاهی
از باشگاه‌هایی که در آن بازی کرده‌است می‌توان به باشگاه فوتبال منچستر سیتی، باشگاه فوتبال پورت ویل، باشگاه فوتبال نیوکاسل یونایتد، باشگاه فوتبال هادرزفیلد تاون، باشگاه فوتبال استوک سیتی، و باشگاه فوتبال فولام اشاره کرد.